# Грызня
«Грызня́» (англ. Beef) — американский комедийно-драматический телесериал 2023 года, созданный корейским режиссером Ли Сон Джином для стриминговой платформы Netflix. Стивен Ён и Эли Вонг сыграли роли главных персонажей — Дэнни Чо и Эми Лау, двух незнакомцев, чье участие в дорожном конфликте перерастает в затяжную вражду. Во второстепенных ролях снялись Джозеф Ли, Янг Мазино, Дэвид Чо и Патти Ясутаке.
Премьера первого сезона, состоящего из десяти эпизодов, состоялась на стриминговой платформе Netflix 6 апреля 2023 года. «Грызня» получила положительные отзывы критиков, которые высоко оценили игру актёров, а также сценарий и режиссуру. На 75-й церемонии вручения премий «Эмми» сериал выиграл 8 статуэток, включая награду за лучший мини-сериал, а также актёрские награды для Ёна и Вонг. На 81-й церемонии вручения премий «Золотой глобус» «Грызня» одержала победу во всех трёх категориях, в которых была номинирована, в том числе как лучший мини-сериал или телефильм.
Изначально задумывался как мини-сериал, однако в октябре был продлён на второй сезон в качестве телесериала-антологии.

## В ролях

### Сезон 1

#### Главные роли
- Стивен Ён — Дэнни Чо, подрядчик корейского происхождения, участник дорожного инцидента.
- Эли Вонг — Эми Лау, хозяйка малого бизнеса и вторая участница дорожного инцидента.
- Джозеф Ли — Джордж Накаи, скульптор японского происхождения и муж Эми, работающий на дому.
- Янг Мазино — Пол Чо, младший брат Дэнни.
- Дэвид Чо[англ.] — Айзек, двоюродный брат Дэнни и Пола, недавно вышедший из тюрьмы по УДО.
- Патти Ясутаке — Фуми Накаи, мать Джорджа.

#### Роли второго плана
- Мария Белло — Джордан Форстер, богатая хозяйка сети магазинов товаров для дома.
- Эшли Пак — Наоми, невестка Джордан и соседка Эми.
- Миа Серафино — Миа, помощница Эми.
- Реми Холт — Джун, дочь Эми и Джорджа.
- Джастин Х. Мин — Эдвин, лидер корейской церкви.
- Алисса Гихи Ким — Вероника, бывшая девушка Дэнни и жена Эдвина.
- Энди Джу — Эстер, подруга Эдвина и Вероники.
- Эндрю Сантино — Майкл, сообщник Айзека.
- Rekstizzy — Бобби, сообщник Айзека.

#### Эпизодические роли
- Хун Дао — Хань Тринь Лау, мать Эми, иммигрантка из Вьетнама.
- Кельвин Хан Йи — Брюс Лау, отец Эми, американец китайского происхождения, выросший на Среднем Западе.
- Айони Скай — таинственная женщина из кошмарных видений Эми.

### Сезон 2
- Оскар Айзек
- Кэри Маллиган
- Чарльз Мелтон
- Кейли Спейни
- Юн Ёджон
- Сон Кан Хо

## Эпизоды
| № | Название                                                                       | Режиссёр     | Автор сценария                              | Дата премьеры |
| --- | ------------------------------------------------------------------------------ | ------------ | ------------------------------------------- | ------------- |
| 1 | «Птицы не поют, а кричат от боли» «The Birds Don't Sing, They Screech in Pain» | Хикари       | Ли Сон Джин                                 | 6 апреля 2023 |
| Разнорабочий Дэнни Чо, изо всех сил пытающийся удержать клиентов, едва не врезается на своём пикапе в люксовый кроссовер Эми Лау на стоянке магазина товаров для дома Forsters, в котором Эми организует сделку по продаже своего бизнеса хозяйке сети Джордан. Инцидент между Эми и Дэнни перерастает в дорожную ярость и автомобильную погоню. Эми уезжает, но Дэнни записывает номер её машины. Как у Дэнни, так и у Эми не складывается личная и профессиональная жизнь. Дэнни считает, что его брат Пол ведёт себя безответственно, а их родители вернулись в Корею после банкротства их мотеля. Эми испытывает стресс из-за изматывающей работы и отношений с благонамеренным мужем Джорджем. Дэнни одалживает деньги у своего кузена Айзека, преступника на УДО, причастного к потере мотеля. Дэнни выслеживает Эми по номеру её машины и, представившись подрядчиком, проникает в её дом в Калабасасе и мстит, помочившись на пол её ванной. В ярости Эми гонится за ним и записывает номер его машины, а он, смеясь, уезжает. |                                                                                |              |                                             |               |
| 2 | «Восторг от того, что ты живешь» «The Rapture of Being Alive»                  | Джейк Шрейер | Элис Джу                                    | 6 апреля 2023 |
| Эми и Джордж решают найти Дэнни. Айзек предлагает Дэнни открыть новый бизнес и зарегистрировать его на Пола. Братья навещают бывшую девушку Дэнни Веронику и её мужа Эдвина. Айзек сообщает Дэнни, что его разыскивали Эми и Джордж. Эми прибегает к кетфишингу, чтобы начать переписку с Полом в Instagram, и ссорится с Джорджем на открытии галереи. Эми разрисовывает оскорбительными надписями пикап Дэнни, что приводит к ссоре между ним и Полом. Эми соглашается пройти курс парной терапии с Джорджем. |                                                                                |              |                                             |               |
| 3 | «Во мне живёт крик» «I Am Inhabited by a Cry»                                  | Джейк Шрейер | Кэрри Кемпер                                | 6 апреля 2023 |
| Эми и Джордж посещают сеанс парной терапии, в то время как Дэнни вынашивает план мести. Дэнни посещает церковь Эдвина и решает заняться ремонтом здания. Во время напряженной встречи с Джордан, которая бросает её в одиночестве на заднем дворе, Эми откровенничает с Полом по телефону. Эми признается Джорджу, что чувствует себя загнанной, но он, кажется, не понимает её. Банк отказывает Дэнни в выдаче кредита, и они с Айзеком решают оформить кредит на церковь. Джордан приносит на подписание Эми договор, который предполагает, что Эми останется на работе ещё на пять лет, что приводит Эми в ужас. Пол посещает магазин Эми, и она сознаётся в кетфишинге, но Пол целует её. |                                                                                |              |                                             |               |
| 4 | «Только не всё одновременно» «Just Not All At The Same Time»                   | Хикари       | Алекс Расселл                               | 6 апреля 2023 |
| Эми рассказывает Полу, что она замужем и собирается в Лас-Вегас для выступления на конференции. Напоив Дэнни и Айзека, Пол угоняет пикап Дэнни и едет в Лас-Вегас. Придя в себя, Дэнни и Айзек следуют за Полом в Лас-Вегас. Пол встречается с Эми в её гостиничном номере, и они проводят ночь вместе, хотя Эми настаивает на том, чтобы их отношения оставались платоническими. Пока Эми выступает на конференции, Айзек замечает Пола в ресторане отеля и преследует его до номера Эми, где Дэнни и Айзек конфликтуют с ним. Дэнни и Айзек замечают Эми на конференции, и Дэнни выкрикивает в адрес Эми обвинение в агрессивном поведении на дороге. После погони Дэнни и Айзека задерживает полиция, а Эми злорадно наблюдает за происходящим. |                                                                                |              |                                             |               |
| 5 | «Такие тайные внутренние существа» «Such Inward Secret Creatures»              | Хикари       | Мэри Ханхнхон Нгуен и Нико Гутьеррес-Ковнер | 6 апреля 2023 |
| После пересечения границы штата в ходе поездки за Полом в Лас-Вегас Айзек оказывается под домашним арестом. Дэнни заводит дружбу с Джорджем, используя вымышленное имя. Дэнни навещает Айзека и пытается убедить его украсть ценные произведения искусства из дома Джорджа и Эми. Однако Айзек в ярости из-за своего ареста и денег, которые ему должен Дэнни, и не соглашается на план. Дэнни убеждает сообщников Айзека Майкла и Бобби ограбить дом, но когда Джордж рассказывает ему о своём одиночестве, он чувствует себя виноватым и пытается отменить ограбление. Дэнни убеждает Джорджа временно покинуть дом. Эми возвращается и приглашает Пола к себе домой. Они занимаются сексом, но ссорятся после того, как Пол просит у неё денег. Эми приказывает Полу уйти. Соседка Эми Наоми начинает подозревать её в причастности к дорожному инциденту и начинает расследование. Мать Джорджа Фуми, испытывающая финансовые затруднения, приходит в дом сына, намереваясь осмотреть произведения искусства с целью их продажи. Майкл и Бобби проникают в дом и сталкиваются с Фуми, которая угрожает им пистолетом Эми, но спотыкается и падает с лестницы. |                                                                                |              |                                             |               |
| 6 | «Мы рисуем магический круг» «We Draw A Magic Circle»                           | Джейк Шрейер | Джоанна Кало                                | 6 апреля 2023 |
| Айзек берет на себя руководство ремонтными работами в церкви. Дэнни пытается заставить Пола рассказать о его расставании с Эми, но Пол остается замкнутым. Наоми навещает Фуми, пытаясь выяснить связь между дорожным конфликтом с участием Эми и ограблением. В результате передозировки обезболивающих, которые Эми даёт Фуми, та теряет сознание и не может разговаривать с Наоми. Эми встречается с Дэнни и соглашается заплатить ему достаточно, чтобы он мог вернуть долг с Айзеку и молчал о её участии в инциденте. Однако Фуми признаётся Наоми, что никакой связи нет, и Эми отменяет сделку с Дэнни. Полиция арестовывает Айзека, узнав о дорожном конфликте, и считает, что это он был за рулём зарегистрированного на его имя пикапа. |                                                                                |              |                                             |               |
| 7 | «Я — клетка» «I Am a Cage»                                                     | Джейк Шрейер | Ли Сон Джин и Kevin Rosen                   | 6 апреля 2023 |
| Восемь месяцев спустя Эми завершила сделку по продаже своего бизнеса. Они с Джорджем купили загородный дом для отдыха и наняли няню, чтобы та помогала ухаживать за их дочерью Джун. Дэнни стал лидером церковной общины и построил своим родителям дом на деньги, которые Айзек спрятал в рисоварках. Эдвин хочет принять участие в бизнесе Дэнни, но Дэнни отрицает свою причастность к незаконной деятельности и отказывает ему в работе. Джордж признаётся в романе с бывшей ассистенткой Эми Мией, и Эми делится своими опасениями по поводу их брака с семейным консультантом. Джордж приглашает Дэнни на вечеринку, посвященную его творчевству, и Дэнни понимает, что Эми была той женщиной, с которой встречался Пол. После ссоры с Дэнни Эми предлагает Джорджу переехать. Пол просматривает бухгалтерию и начинает подозревать неладное, но Дэнни отвлекает его внимание, рассказывая, что Эми использовала Пола, чтобы продолжать вражду с Дэнни. Пол поддаётся эмоциям и рассказывает Джорджу о своем романе с Эми. Дэнни забирает своих родителей из аэропорта и везёт в дом, который он для них построил. Когда они приезжают, то обнаруживают, что дом сгорел дотла. |                                                                                |              |                                             |               |
| 8 | «Трагедия первого выбора» «The Drama of Original Choice»                       | Джейк Шрейер | Ли Сон Джин и Джин Куйонг Фрейзер           | 6 апреля 2023 |
| Эми вспоминает травмирующие события из своего детства и юности, которые побуждают её скрывать свои чувства и лгать людям во взрослой жизни. Эми рассказывает о своей вражде с Дэнни Джорджу, который просит её о разводе. Дэнни подозревает, что причиной пожара в доме был поджог, и нападает на Эдвина в его доме, увидев его в машине рядом с местом преступления. Эдвин отрицает свою причастность. Дэнни узнает от следователя, что причиной пожара стала проложенная им самим неисправная проводка, но врёт Полу, что Эми устроила поджог дома, использовав канистру с бензином. Дэнни приходит к Джорджу домой, всё ещё используя вымышленное имя, и намеревается подбросить улики, доказывающие вину Эми. Джордж разоблачает Дэнни и велит Джун сесть в машину. Дэнни и Джордж ссорятся. Дэнни сбивает Джорджа с ног и скрывается на своём пикапе, но обнаруживает, что на заднем сиденье находится Джун. |                                                                                |              |                                             |               |
| 9 | «Великий мастер» «The Great Fabricator»                                        | Джейк Шрейер | Ли Сон Джин                                 | 6 апреля 2023 |
| Айзека выпускают из тюрьмы. Эми навещает Джордан в её доме, когда ей звонит Джордж и сообщает, что Дэнни похитил Джун. Дэнни привозит Джун в мотель, где на него нападает Айзек и требует деньги, украденные из рисоварок. Из-за пропажи Джун запускается система оповещения AMBER Alert, что побуждает Айзека похитить девочку и взять в заложники Дэнни и Пола. Айзек требует у Эми выкуп в размере 500 000 долларов. Эми советует ему вместо этого похитить ценные артефакты из дома Джордан. Эми звонит Джорджу, чтобы тот забрал Джун, но просит его не обращаться в полицию. Айзек и Майкл врываются в дом Джордан и держат под прицелом Джордан, Наоми и Эми. Прибывшая полиция заставляет Айзека и Майкла паниковать. Дэнни и Пол сбегают от Бобби, но Майкл под дулом пистолета приводит их в дом. Джордан и Наоми пытаются укрыться в тайной комнате, но автоматическая дверь на входе в убежище убивает Джордан. Дэнни убеждает Пола перелезть через стену сада, когда начинается перестрелка, но его, судя по всему, убивают полицейские с другой стороны. Майкл застрелен, а Айзек арестован. Эми узнаёт, что Джордж забрал Джун домой и что он получил опеку над девочкой. Дэнни сбегает из дома Джордан через канализацию и уезжает на угнанном внедорожнике. Он встречает Эми на дороге, и они начинают погоню, но оба теряют контроль над машинами и съезжают с обрыва. |                                                                                |              |                                             |               |
| 10 | «Фигуры света» «Figures of Light»                                              | Ли Сон Джин  | Ли Сон Джин                                 | 6 апреля 2023 |
| Получив ранения в результате аварии, Эми и Дэнни оказываются в глуши, где не работает мобильная связь. Эми под дулом пистолета заставляет Дэнни добывать пищу, в результате чего они наедаются ядовитых ягод. У обоих начинается рвота и обезвоживание. Полагая, что они умирают, Эми и Дэнни доверяются друг другу и откровенно говорят о своих проблемах. Они остаются в живых и возвращаются в город. Когда появляется мобильная связь, Дэнни узнаёт, что Пол жив. В туннеле, ведущем в город, их встречает Джордж и стреляет в Дэнни. Эми дежурит рядом с больничной койкой Дэнни. Во флэшбэке с дорожным инцидентом показано, что Эми несколько мгновений колебалась перед тем, как показать Дэнни средний палец. Эми обнимает Дэнни на больничной койке, пока тот лежит без сознания. Проходит несколько дней, и Дэнни обнимает её в ответ. |                                                                                |              |                                             |               |

## Производство
Сериал, созданный Ли Сон Джином, был анонсирован в марте 2021 года. Тогда же было объявлено, что главные роли в нём сыграют Стивен Ён и Эли Вонг, а за право экранизации сценария сразились несколько крупных игроков, включая Netflix, Amazon, FX и Apple. Позднее в том же месяце стало известно, что права на адаптацию получила компания Netflix, а сериал получил название «Грызня» (англ. Beef). В декабре 2021 года режиссёром пилотного эпизода был назначен американский режиссёр Ли Айзек Чун. В марте 2022 года к актёрскому составу телесериала присоединились Дэвид Чо и Патти Ясутаке. Тогда же было объявлено, что режиссёром пилотного эпизода станет не Ли Айзек Чун, а японская режиссёр Хикари. Она также стала режиссёром ещё нескольких эпизодов.
Съёмки телесериала начались весной 2022 года.
Премьера «Грызни» состоялась 18 марта 2023 года на фестивале South by Southwest. Мировая премьера телесериала состоялась 6 апреля 2023 года на стриминговой платформе Netflix.

## Отзывы и восприятие
На сайте-агрегаторе Rotten Tomatoes рейтинг телесериала составляет 98 % на основании 119 обзоров критиков со средним баллом 8,3 из 10.
Марко Вито Оддо из Collider поставил сериалу оценку «B+» и отметил, что первоначальный низкий темп повествования может отпугнуть некоторых зрителей, однако «Грызня» вознаграждает самых терпеливых многоуровневым исследованием психического здоровья, человеческой морали и «того, как повседневный хаос формирует нашу жизнь». Джуди Берман из Time назвала «Грызню» «умной, сложной комедией» с «идеальным актёрским составом, искусной режиссурой, отточенным производственным дизайном». Энджи Хан из The Hollywood Reporter назвала сериал «пиром острой комедии, диких острых ощущений и обезоруживающего сопереживания».

## Награды и номинации
| Год  | Награда          | Категория                                                           | Номинант(ы)                                                                                          | Результат | Прим.  |
| ---- | ---------------- | ------------------------------------------------------------------- | --- | --------- | ------ |
| 2023 | «Эмми»           | Лучший мини-сериал                                                  | «Грызня»                                                                                             | Победа    | [ 15 ] |
| 2023 | «Эмми»           | Лучший актёр в мини-сериале или фильме                              | Стивен Ён                                                                                            | Победа    | [ 15 ] |
| 2023 | «Эмми»           | Лучшая актриса в мини-сериале или фильме                            | Эли Вонг                                                                                             | Победа    | [ 15 ] |
| 2023 | «Эмми»           | Лучший актёр второго плана в мини-сериале или фильме                | Джозеф Ли                                                                                            | Номинация | [ 15 ] |
| 2023 | «Эмми»           | Лучший актёр второго плана в мини-сериале или фильме                | Янг Мазино                                                                                           | Номинация | [ 15 ] |
| 2023 | «Эмми»           | Лучшая актриса второго плана в мини-сериале или фильме              | Мария Белло                                                                                          | Номинация | [ 15 ] |
| 2023 | «Эмми»           | Лучший режиссёр мини-сериала, антологии или телефильма              | Ли Сон Джин (за «Фигуры света»)                                                                      | Победа    | [ 15 ] |
| 2023 | «Эмми»           | Лучший режиссёр мини-сериала, антологии или телефильма              | Джейк Шрейер (за «Великий мастер»)                                                                   | Номинация | [ 15 ] |
| 2023 | «Эмми»           | Лучший сценарий мини-сериала, антологии или фильма                  | Ли Сон Джин (за «Птицы не поют, а кричат от боли»)                                                   | Победа    | [ 15 ] |
| 2023 | «Эмми»           | Лучший кастинг в мини-сериале, антологии или телефильме             | Шарлин Ли и Клэр Кунси                                                                               | Победа    | [ 15 ] |
| 2023 | «Эмми»           | Лучшие современные костюмы в мини-сериале, антологии или телефильме | Хелен Хуанг, Остин Уиттик, Ю. Джей Хван и Марк Энтони Саммерс (за «Птицы не поют, а кричат от боли») | Победа    | [ 15 ] |
| 2023 | «Эмми»           | Лучший монтаж в мини-сериале, антологии или телефильме              | Нат Фуллер и Лора Земпел (за «Фигуры света»)                                                         | Победа    | [ 15 ] |
| 2023 | «Эмми»           | Лучший звук в мини-сериале, антологии или телефильме                | Пенни Гарольд, Эндрю Гаррет Лэнг и Шон О'Мэлли (за «Великий мастер»)                                 | Номинация | [ 15 ] |
| 2024 | «Золотой глобус» | Лучший мини-сериал или телефильм                                    | «Грызня»                                                                                             | Победа    | [ 16 ] |
| 2024 | «Золотой глобус» | Лучший актёр в мини-сериале или телефильме                          | Стивен Ён                                                                                            | Победа    | [ 16 ] |
| 2024 | «Золотой глобус» | Лучшая актриса в мини-сериале или телефильме                        | Эли Вонг                                                                                             | Победа    | [ 16 ] |
| 2024 | «Выбор критиков» | Лучший мини-сериал                                                  | «Грызня»                                                                                             | Победа    | [ 17 ] |
| 2024 | «Выбор критиков» | Лучший актёр в мини-сериале или телефильме                          | Стивен Ён                                                                                            | Победа    | [ 17 ] |
| 2024 | «Выбор критиков» | Лучшая актриса в мини-сериале или телефильме                        | Эли Вонг                                                                                             | Победа    | [ 17 ] |
| 2024 | «Выбор критиков» | Лучшая актриса второго плана в мини-сериале или телефильме          | Мария Белло                                                                                          | Победа    | [ 17 ] |